# Ottava crociata
L'ottava crociata fu diretta contro i domini musulmani in Africa settentrionale. Fu Guidata da re Luigi IX, sotto pressione di papa Clemente IV. Il re francese riprese la croce il 24 marzo 1267, anche se ben pochi imitarono il suo gesto; tra questi suo fratello Carlo I d'Angiò, Giacomo I d'Aragona e Enrico III d'Inghilterra.
L'obiettivo della crociata non fu Gerusalemme o l'Egitto, ma Tunisi.
Lo scopo dichiarato della spedizione sarebbe stata la conversione forzata dei regnanti di Tunisi per far sì che essi si alleassero con i Franchi nella guerra contro i Mamelucchi di Baybars, attaccandone i confini occidentali, confinanti coi domini hafsidi di Muhammad I al-Mustansir.

## Situazione geopolitica
Dai tempi della settima crociata, i Mongoli avevano invaso il Vicino Oriente e conquistato gli emirati di Aleppo e Damasco. Le risposta dei Franchi orientali non è stata né coesa, né unitaria: il Principato di Antiochia e il Regno di Armenia che si sono alleati con i Mongoli, mentre il Regno di Gerusalemme e la Contea di Tripoli si sono alleati con i Mamelucchi. La morte del gran khan Munke riportò temporaneamente i mongoli in patria per risolvere i problemi di successione; Hulagu, il khan mongolo della Persia, al suo ritorno pretese la fedeltà dei Mamelucchi, i quali rifiutarono. Un'altra svolta avvenne quando il sultano mamelucco Qutuz sconfisse i mongoli a 'Ayn Jalut il 3 settembre 1260 e conquistò gli emirati di Damasco e Aleppo, accerchiando gli stati franchi. Qutuz fu detronizzato poco dopo dal sultano Baybars, che non fece mistero del suo desiderio di espellere tutti i Franchi dalla Siria.
Baybars attaccò ciò che restava degli Stati crociati e occupò Nazareth, Haifa, Toron e Apollonia nel 1265. Ugo III, re di Gerusalemme, sbarcò a San Giovanni d'Acri per difendere la città, mentre Baybars si spingeva in Armenia, che all'epoca era controllata dai Mongoli.
I Franchi d'oltremare, impegnati nelle loro beghe interne e da trent'anni senza un sovrano, rifiutarono di riconoscere l'autorità di Ugo III e reagirono solo debolmente all'avanzata di Baybars e delle sue truppe.  Nel 1268, Jaffa fu presa. La guerra basata sugli assedi che aveva prevalso fino ad allora, grazie alle fortezze costruite e restaurate in Terrasanta da Luigi IX durante il suo soggiorno in Outremer negli 1250-1254, si mutò gradualmente in una guerra di posizione. Di fronte a questa situazione, i papi Alessandro IV, Urbano IV e Clemente IV chiamarono i sovrani occidentali alla crociata.

## La crociata
Sin dal mese di aprile 1266, il re di Navarra Tebaldo II, il duca di Brunswick Alberto I, il duca di Baviera Luigi II e il margravio di Meißen Enrico III annunciano la loro intenzione di andare a combattere in Terra Santa nella primavera del 1267. Tuttavia, parte delle forze del Regno di Francia erano impegnate a sostenere Carlo d'Angiò, in campagna nel Regno di Sicilia contro Manfredi di Hohenstaufen. Finalmente, il papa affidò la predicazione della crociata al cardinale di Santa Cecilia Simon de Brion, legato pontificio in Francia e futuro papa Martino IV, poi a Raoul de Grosparmy, cardinale e vescovo di Albano. Sebbene la nuova crociata fosse impopolare, Luigi IX fissò l'incontro degli eserciti alla prima quindicina di maggio 1270 a Aigues-Mortes.

### La spedizione degli infanti d'Aragona
Nel settembre del 1269, Giacomo il conquistatore, re d'Aragona, che si era coperto di gloria riprendendo le Isole Baleari (nel 1229) e il Regno di Valencia (nel 1238) ai musulmani di Spagna, inviò in Terrasanta i suoi due bastardi Fernando Sanchez e Pedro Fernandez. Gli Ospitalieri e i Templari, che si erano associati alla spedizione, faticarono a impedire loro di commettere imprudenze di fronte alle provocazioni di Baybars, che cercava di adescare i Crociati in trappole e agguati. Gli infanti d'Aragona finirono col tornare a casa senza aver ottenuto alcun risultato degno di nota.

### L'assedio di Tunisi

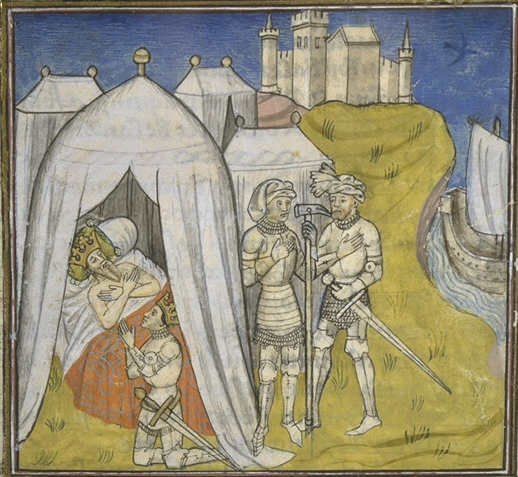
Carlo d'Angiò sul letto di morte del fratello, il re di Francia Luigi IX, a Tunisi

Nel luglio del 1270 l'esercito francese partì principalmente da Aigues Mortes e da Marsiglia, mentre il sovrano si imbarcò su una nave della Repubblica di Noli; i diversi contingenti fecero tappa in Sardegna e a Cagliari il re rese ufficialmente noto al suo esercito che l'obiettivo sarebbe stato Tunisi. Le motivazioni dietro questo cambiamento di obiettivi rimangono incerte. Il motivo comunemente accettato è che Carlo d'Angiò, il fratello del re, spinse per questa decisione. Carlo infatti mostrava rimostranze contro la corte di Tunisi, che accoglieva i sostenitori degli Hohenstaufen e che aveva convinto i sultani hafsidi di non più pagare a Carlo il tributo che pagavano agli Hohenstaufen. Ma, anche se queste prospettive (oltre a quella di instaurare un protettorato su Tunisi) potevano interessare il re angioino di Sicilia, avevano il grande difetto di ritardare la riconquista dell'Impero latino di Costantinopoli dove risiedevano le ambizioni di Carlo. Un'altra spiegazione sta nell'opposizione di Luigi IX al progetto del fratello di deviare per Costantinopoli: nel marzo 1270 quest'ultimo aveva radunato in Sicilia una flotta destinata a portare soccorso alla Morea nella lotta contro l'imperatore bizantino. Tuttavia, il fratello era contrario a questa spedizione e Carlo d'Angiò, già nel maggio precedente la spedizione, dai suoi possedimenti nell'Italia meridionale aveva ordinato l'invio di viveri, grano e bestiame in Sardegna, preparando la logistica della crociata.
Il re sbarcò a Cartagine il 18 giugno 1270 e iniziò a porre sotto assedio Tunisi, in attesa dell'arrivo del fratello Carlo d'Angiò e degli inglesi. Rapidamente i crociati occuparono una lingua di terra all'ingresso del porto di Tunisi, ma in assenza di acqua potabile, dovettero spostarsi verso la pianura di Cartagine nella quale si trovavano vari pozzi. Il 24 luglio Cartagine è attaccata.
Un'ambasciata tunisina che aveva visitato la corte di Francia nell'autunno del 1269 aveva lasciato i crociati illudersi che il sultano di Tunisi potesse convertirsi al cristianesimo. Al contrario, il sultano Muhammad I al-Mustansir si chiuse in città e mandò a chiamare i Mamelucchi in soccorso. In Egitto, Baybars, che credeva che la crociata avrebbe preso di mira l'Egitto, aveva fatto approntare il delta del Nilo per la difesa contro le armate franche. Organizzò quindi una spedizione di soccorso a Tunisi. In attesa di Carlo d'Angiò, l'assedio si prolungò molto e le ondate di caldo, i pozzi contaminati e la malattia decimarono l'esercito, e uccisero prima il secondogenito del re, Giovanni Tristano, e poi il 25 agosto lo stesso re Luigi IX, appena un giorno dopo l'arrivo di Carlo d'Angiò. Il nuovo re, Filippo III, era troppo inesperto per assumere il comando ed era anche sofferente. Carlo d'Angiò prese dunque la direzione delle operazioni. Tre giorni dopo la morte del re di Francia, riunì navi mercantili e barche veloci su uno stagno vicino a Tunisi. I Musulmani, temendo uno sbarco in massa dei crociati, ammassarono e schierarono le truppe, permettendo ai Crociati di combattere una battaglia campale durante la quale il re di Sicilia e il conte Roberto II d'Artois caddero su di loro con la loro cavalleria pesante e li fecero a pezzi. In seguito, Carlo riuscì a impadronirsi dell'accampamento musulmano il 24 settembre.

### La fine della crociata e il ritiro delle truppe
Molti erano già i morti per malattia: Raoul di Grosparmy, il legato pontificio, Alfonso di Brienne, Ugo XII di Lusignano conte di Angoulême, Matteo III di Montmorency, Gualtiero II di Nemours e il ciambellano Mathieu de Villebéon. Carlo d'Angiò non cercò quindi di prendere la città; inoltre il sultano di Tunisi, il cui esercito era anche decimato dalle epidemie, cercò la negoziazione. Si raggiunse un accordo il 30 ottobre: Muhammad I al-Mustansir accettò di pagare un'indennità di 210000 once d'oro, di riprendere il pagamento del tributo dovuto al re di Sicilia, di cacciare dalla sua corte i partigiani ghibellini, di dare la libertà di commercio ai mercanti cristiani e il diritto di predicare e pregare pubblicamente nelle chiese ai religiosi cristiani; Carlo d'Angiò ottenne anche il possesso di Malta e di Pantelleria. In cambio, l'esercito crociato doveva evacuare Tunisi, lasciandosi dietro le armi d'assedio. Pochi giorni dopo, il 10 novembre 1270, sbarcò a Tunisi il principe ereditario Edoardo d'Inghilterra, ma vedendo che la pace è stata concordata, decise di andare immediatamente in Terrasanta per guidare la nona crociata. Il conte di Lussemburgo, Enrico V, si unì agli inglesi.
L'esercito franco riprese il mare l'11 novembre e fece tappa il 14 davanti a Trapani. Nella notte fra il 15 e il 16, una violenta tempesta affonda circa 40 navi. I crociati decisero quindi di riparare in Francia per prepararsi a una nuova crociata, che non vedrà mai la luce.